# Fleksiganer
En fleksiganer, også kaldet en fleksibel veganer, er  en person, som overvejende lever og spiser vegansk, dvs uden forbrug af animalske produkter. En fleksiganer har ofte taget et valg om kun at spise animalske produkter, eller at købe animalsk tøj i meget begrænset omfang. Hvis veganisme virker som et for stort eller besværligt skridt, er fleksiganisme en mulighed for at udleve principperne delvist. 
Ordet fleksiganer er  endnu ikke optaget i ordbøgerne, men bruges ofte inden for den veganske og vegetariske verden. Ordet er dannet som parallel til fleksitar, som tilsvarende betegner en person som lever overvejende vegetarisk.
 Der er for få eller ingen kildehenvisninger i denne artikel, hvilket er et problem. Du kan hjælpe ved at angive troværdige kilder til de påstande, som fremføres i artiklen.